# Vallée d'Obermann
Vallée d'Obermann és el 6è número de la suite Années de Pèlerinage, première année: Suisse del compositor romàntic hongarès Franz Liszt. En l'obra conflueixen tant inspiracions musicals, pròpies de la naturalesa compositiva de Liszt, com literàries d'artistes coetanis. L'obra és considerada, junt amb la Sonata per a piano en si menor, un dels pinacles pianístics del compositor.
Vallée d'Obermann es recolza sobre dos grans obres de la literatura romàntica: la novel·la francesa Obermann, escrita l'any 1804 per Sénancour, i l'extens poema anglès Childe Harold's Pilgrimage (Les Peregrinacions de Childe Harold), escrit l'any 1812 per Lord Byron. El propi compositor redacta, explicant l'essència literaria de l'obra, en una carta enviada a l'editorial alemanya Schott Music:
"[...]es refereix única i exclusivament a la novel·la francesa escrita per Sénancour, Obermann, l'acció de la que es forma pel desenvolupament d'un estat particular de la ment... El fragment híper-elegíac i ombrívol 'la Vallée d'Obermann' que he inclòs en el 'Années de Pèlerinage' evoca diversos dels principals detalls de l'obra de Sénancour, al que els epígrafs escollits fan referència."

## Obermann a Vallée d'Obermann
La cita anterior ens parla d'un Liszt inspirat pel personatge de la novel·la epistolar de Sénancour, un talentós escriptor que deixa enrere la vida a París per traslladar-se a Suïssa en busca de la reconciliació amb la naturalesa; l'ànima romàntica: apagada, bromosa, passional, obscura i profunda que es veuen reflectides en l'obra són, d'alguna manera, autobiogràfiques. La solitud d'Obermann i les introspectives reflexions sota l'ombra dels Alps el porten a una crisis d'identitat, sentiments que Liszt plasma a Vallée d'Obermann.
Per tal de submergir a l'intèrpret en el pertorbat món del protagonista, Liszt afegeix dos extractes de la novel·la:
"Carta 4
Inefable sensibilitat, l'encant i el turment dels nostres anys buits: immensa consciència d'una naturalesa que a tot arreu es manifesta i la seva impenetrable, omnímoda passió; la indiferència, saviesa avançada, voluptuosa llibertat; totes les necessitats i dolors profunds que un cor mortal pot suportar, vaig sentir, vaig patir aquella memorable nit. Vagi donar un obscur pas cap a l'edat de la debilitat; vaig empassar-me deu anys de la meva vida."
"Carta 53
Què vull? Què sóc? Què hauria de preguntar a la naturalesa? Tota causa és invisible, tot final decebedor; cada forma canvia, cada lapse de temps funciona per sí sol...sento, existeixo per ser consumit per desitjos ingovernables, per beure en la seducció d'un món fantàsitc, per contemplar espantat el seu error voluptuós."
Les dues cartes parlen, unívocament, dels sentiments que envolten l'art de l'era romàntica: la solitud, la crisis d'identitat, l'espiritualitat, l'insignificant essència de l'ésser humà vers l'abismal infinit, la intimitat, la introspecció… Tots aquests conceptes són la gran inspiració de Liszt a l'hora d'escriure Vallée d'Obermann.

## Childe Harold's Pilgrimagea Vallée d'Obermann
"Les peregrinacions de Childe Harold" va ser escrit, en la seva major part, entre les imatges, emocions i terres que pretén descriure. Va ser començat a Albània, i la narració ens ofereix imatges de Grècia, Turquia i parts relacionades amb Espanya i Portugal que van ser escrites a partir de les vivències personals de l'autor en aquests països. El poema es desenvolupa gràcies a l'acció del personatge principal, Childe Harold, que "narra" a través de quatre cants (dividits en forma de poemes més breus) les vivències, reflexions, sensacions, sentiments i estats emocionals d'un jove cansat del món que busca enriquir-se d'un altre tipus d'estímuls a través del seus viatjes -o peregrinacions-.

El següent extracte del 3r cant ho exemplifica:

"Could I embody and unbosom now

That which is most within me, – could I wreak

My thoughts upon expression, and thus throw

Soul, heart, mind, passions, feelings, strong or weak,

All that I would have sought, and all I seek,

Bear, know, feel, and yet breathe – into one word,

And that one word were Lightning, I would speak;

But as it is, I live and die unheard,

With a most voiceless thought, sheathing it as a sword."

"Podria personificar I desembotellar ara

Allò que és més dins meu, - podria demolir

Mons pensaments sota l'expressió, i deixar anar

Ànima, cor, ment, passions, sentiments, dèbils o forts,

Tot allò que he cercat, tot el que cerco,

Suportar, conèixer, sentir, fins i tot respirar – en una sola paraula;

i la paraula fos il·luminació, parlaria;

Però com així és, visc i moro sense ser escoltat,

Amb el pensament més mut, embeinant-se com una espasa."